# Amyosoma yanoi
Amyosoma yanoi är en stekelart som först beskrevs av Watanabe 1960.  Amyosoma yanoi ingår i släktet Amyosoma och familjen bracksteklar. Inga underarter finns listade i Catalogue of Life.